# Silberleinwand

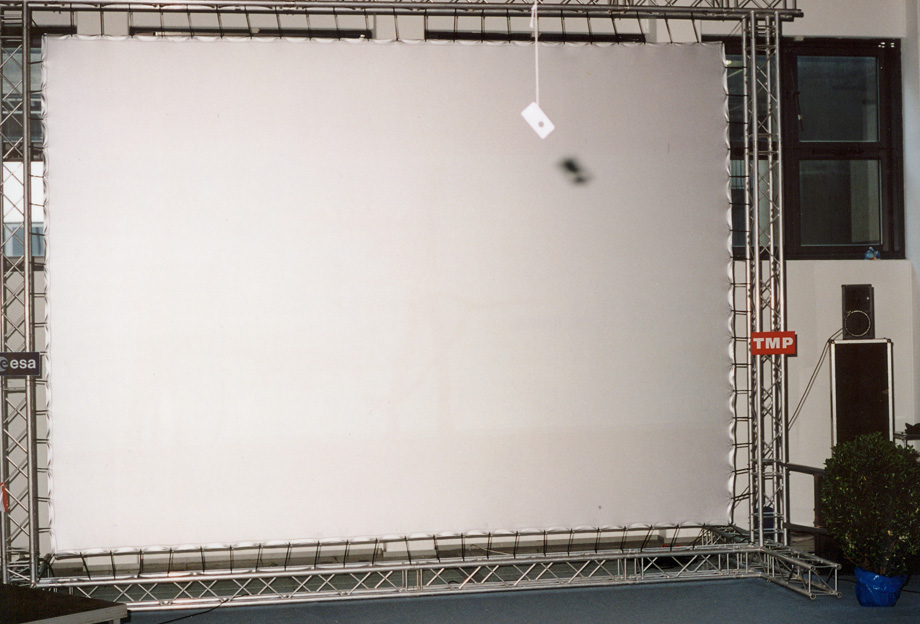
Silberleinwand

Eine Silberleinwand ist eine spezielle Bildwand für einen Diaprojektor, Filmprojektor oder Videoprojektor. Die mit metallpigmentiertem Lack (Aluminium) beschichtete Oberfläche bietet eine geringere Lichtstreuung als eine weiße herkömmliche Wand, wodurch sie in einem eingeschränkten Raumwinkel einen höheren Reflexionsgrad hat und damit ein helleres Bild erzeugt als ein Lambertscher Strahler bzw. eine ideal diffus streuende Fläche.
Eine Alternative zur Silberleinwand ist eine retroreflektierende Leinwand, die für einen ähnlichen Effekt eine aus Glaskügelchen bestehende Beschichtung verwendet. Sie reflektiert jedoch in Richtung der Lichtquelle und hat einen noch kleineren Betrachtungswinkel.
Das Licht wird bei geeigneter Beschichtungsstruktur der Silberleinwand ohne Änderung der Polarisationsebene reflektiert, weshalb Silberleinwände bei denjenigen Raumbildprojektionen nötig sind, welche auf der unterschiedlichen Polarisation des Lichts der beiden 2D-Bilder beruhen.